# Gribowski G-20
Die Gribowski G-20 (russisch Грибовский Г-20) war ein sowjetisches Schulflugzeug aus den 1930er-Jahren. Obwohl der einmotorige Tiefdecker über gute Flugeigenschaften verfügte, wurde von ihm nur ein Exemplar gebaut, da man sich für die leistungsfähigere UT-2 von Alexander Jakowlew entschied.

## Entwicklung
Die G-20 bestand aus einem Holzgerüst mit Stoffbespannung. Der Tragflügel sowie das Höhenleitwerk waren durch Streben mit dem Rumpf verbunden. Das Fahrwerk des Tiefdeckers war starr und bestand aus zwei Haupträdern mit stromlinienförmigen Verkleidungen sowie einem Schleifsporn am Heck.
Gebaut wurde sie 1935 von einem Entwicklungsteam der OSSOAWIACHIM unter Leitung von Wladislaw Gribowski. Noch im selben Jahr beteiligte sie sich an einem Langstreckenflug, bei dem sie den 3. Platz belegen konnte. Dieser Flug führte von Moskau über Gorki, Kasan, Sarpul, Perm, Swerdlowsk, Orenburg, Kuibyschew, Saratow, Stalingrad, Lugansk, Stalino, Dnepropetrowsk, Kiew, Beschiza zurück nach Moskau.

## Technische Daten
| Kenngröße             | Daten                              |
| --------------------- | ---------------------------------- |
| Baujahr(e)            | 1935                               |
| Besatzung             | 1–2                                |
| Passagiere            | 1                                  |
| Länge                 | 6,3 m                              |
| Spannweite            | 9,7 m                              |
| Höhe                  | 8,32 m                             |
| Flügelfläche          | 13,2 m²                            |
| Flügelstreckung       | 7,1                                |
| Leermasse             | 607 kg                             |
| Startmasse            | 836 kg                             |
| Triebwerk             | ein luftgekühlter Sternmotor M-11E |
| Leistung              | 107 kW (145 PS)                    |
| Höchstgeschwindigkeit | 209 km/h                           |
| Steigleistung         | 3,8 m/s                            |
| Gipfelhöhe            | 3.870 m                            |
| Reichweite            | 500 km                             |
| Flugdauer             | 2,5 h                              |